# The Love Bug (1968)
The Love Bug is een Amerikaanse film van Disney uit 1968 geregisseerd door Robert Stevenson. De hoofdrollen worden vertolkt door Dean Jones en Michele Lee.
Het is de eerste film van de Herbie-reeks, daarna volgden Herbie Rides Again, Herbie Goes to Monte Carlo, Herbie Goes Bananas en Herbie: Fully Loaded.

## Verhaal
Jim Douglas was een beloftevolle coureur, maar zijn carrière is zo goed als gedaan. Maar dan ontmoet hij toevallig Herbie, een auto met een eigen wil en karakter die zelfs alleen kan rijden. Douglas is eerst niet overtuigd en wil een veel mooiere auto, maar dan kiest hij toch voor Herbie en samen wagen ze het in de "El Dorado"-race.

## Rolverdeling
| Acteur          | Personage             |
| --------------- | --------------------- |
| Dean Jones      | Jim Douglas           |
| Michele Lee     | Carole Bennet         |
| David Tomlinson | Peter Thorndyke       |
| Buddy Hackett   | Tennessee Steinmetz   |
| Joe Flynn       | Havershaw             |
| Benson Fong     | Mr. Wu                |
| Andy Granatelli | Voorzitter vereniging |
| Joe E. Ross     | Detective             |
| Barry Kelley    | Politieagent          |
| Iris Adrian     | Carhop                |

## Prijzen en nominaties
- Gewonnen: Golden Screen
- Genomineerd: Golden Laurel
  - Beste acteur in een komedie (Dean Jones)

## Trivia
- Dean Jones speelde ook de rol van de hippie in de drive-in-scène.
- De nummerplaat van Herbie is OFP-857 en zijn racenummer is 53.
- Bij het begin van de productie van de film nam Disney verschillende auto's in overweging, waaronder Toyota's, Volvo's en natuurlijk de Volkswagen. Het personeel onderzocht de wagens en schopte tegen de wielen en nam het stuur in handen om te zien hoe de auto's reageerden. Maar toen ze de VW zagen, was iedereen gecharmeerd en zo kwam de beslissing bij Herbie.